# Esther Copley
Esther Copley (ur. 10 maja 1786 w Londynie, zm. 17 lipca 1851 w Eythorne w hrabstwie Kent) – brytyjska pisarka religijna i dziecięca.

## Życiorys
Najmłodsza córka producenta jedwabiu Petera (Pierre) Beuzeville (1741-1812) i Mary (Marie) Griffith Meredith (1744-1811), pochodzących od francuskich hugenotów. Po przejściu ojca na emeryturę osiedlili się w Henley-on-Thames, gdzie 15 kwietnia 1809 Esther poślubiła Jamesa Philipa Hewlett, duchownego parafii ewangelickiej w Oksford, oraz kapelana Magdalen i New College. Mieli trzech synów i dwie córki. Po wczesnej śmierci męża, Esther poślubiła w 1827 r. o 10 lat młodszego Williama Copley. William Copley był pastorem zboru baptystów w Oksford. Esther była członkiem tego zboru, zanim poślubiła Williama. Aktywnie uczestniczyła w misjonarskiej działalności, m.in. głosząc kazania w pobliskich wsiach.
Esther i William mieszkali w Saint Helier na wyspie Jersey, do czasu, gdy Williamowi zaproponowano stanowisko pastora w Eythorne w Kent, które objął w latach 1837–1839. Podczas jego urzędowania zbór był aktywny i dobrze zorganizowany, jednak William popadł w alkoholizm. Esther wspierała go pisząc kazania i pomagając wypełniać niedzielne obowiązki. Ostatecznie William zrezygnował z funkcji i 1843 roku opuścił Eythorne i żonę. Esther pozostawiła zbór baptystów w 1844, prawdopodobnie na skutek małżeńskich problemów. Pozostała na wsi do śmierci 17 lipca 1851 r. Jej dwaj synowie otrzymali święcenia w kościele anglikańskim, lecz Esther pozostała wierna zborowi baptystów. Została pochowana w Eythorne. 19 października 1997 przez United Reformed Church w Henley-on-Thames została poświęcona tablica pamiątkowa upamiętniająca Esther, jej rodziców i rodzeństwo.

## Działalność
Esther była płodną autorką już od 1815 r., publikowała bajki dla dzieci, traktaty, książki dotyczące ekonomii domowej, oraz historie i biografie świętych. Cottage Comforts (1825), jedno z jej najwcześniejszych dzieł do 1831 osiągnęło liczbę 8 wydań, a do roku 1864 liczbę 24 wydań. Książka o zarządzaniu gospodarstwem domowym adresowana klasom robotniczym, obejmowała rozdziały o najmowaniu i wyposażeniu domu, gotowaniu, hodowli zwierząt, opiece i edukacji dzieci oraz leczeniu chorych. Tej tematyki dotyczą też książki Catechism of Domestic Economy (1850), The Comprehensive Knitting Book (1849), i The Young Servant's Friendly Instructor (1827). Troska Esther o klasy pracujące wyrażona jest także w książce Hints on the Cholera morbus (1832), broszurze opublikowanej podczas epidemii cholery na początku 1830 r., przedstawiającej praktyczne porady, jak uniknąć cholery i jak pielęgnować zarażonych. Broszura została ponownie wydana w 1849 r. pod tytułem Cholera Preventible.
Esther Copley usiłowała wdrażać zasady moralne oraz zasady gospodarki domowej poprzez fikcję literacką. Była autorką zbiorów opowiadań dla młodzieży, jak The Old Man's Head or Youthful Recollections (1823), My Mother's Stories, or, Traditions and Recollections (1838), oraz Family Experiences and Home Secrets (1851). The Poplar Grove or Little Harry and his Uncle Benjamin (1841), opowiadająca jak rodzina Dawson osiąga komfort i dobrobyt poprzez ciężką pracę, zapobiegliwość i dobrodziejstwo, jest jedną z jej bardziej rozwiniętych historii.
Jest autorką wielu książek dla dzieci, m.in. Scripture Natural History for Youth (1828), Scripture History for Youth (1829), Scripture Biography (1835) jak również jej najbardziej znaczące dzieło A History of Slavery and its Abolition (1836). Ta ponad 500-stronicowa książka twardo przedstawia czytelnikom, że początki niewolnictwa można odnaleźć w deprawacji człowieka. Esther Copley nie oszczędzała młodym czytelnikom opisów cierpień czarnych niewolników Indii Zachodnich, jak i obszernych relacji z rozwoju antyniewolniczych ruchów społecznych.

## Twórczość
- The Old Man's Head or Youthful Recollections (1823)
- The basket makers: in two parts (Whipple and Lawrence, 1824)
- The little cowslip-gatherers or What a penny will do (Darton and Clark, 1824)
- Truth and falsehood, exemplified in a true history (Whipple & Lawrence, Salem 1825)
- Cottage Comforts (1825)
- The Young Servant's Friendly Instructor (1827)
- Scripture Natural History for Youth (1828)
- Scripture history for youth (H. Fisher, Son & P. Jackson, 1829)
- A token for travellers: being the earthenware man's prayer, with reflections, and four original hymns (1830)
- A brief view of sacred history from the creation of the world to the destruction of Jerusalem by the Romans (William Darton, 1831)
- Anna and her doll (William Darton and Son, Holborn Hill, 1832)
- Scripture biography: comprehending all the names mentioned in the Old and New Testaments (Sunday School Union, 1835)
- A history of slavery, and its abolition (1836)
- Female excellence or Hints to daughters: designed for their use from the time of leaving school till their settlement in life (1838)
- My mother's stories; or Traditions and recollections (Houlston and Co., 1838)
- The housekeeper's guide: or, A plain & practical system of domestic cockery (Longmans & Co., 1838)
- Early friendships (1840)
- The poplar grove or Little Harry and his uncle Benjamin: a tale for youth (D. Appleton & Co., 1841)
- Kind words for the kitchen; or, Illustrations of humble life (M. W. Dodd, 1845)
- The comprehensive knitting book (William Tegg and Co., 1849)
- Cholera preventible, with practical hints for the promotion of health (Groombridge & Sons, Paternoster Row, 1849)
- The family book (The Religious Tract Society, 1850)
- Catechism of Domestic Economy (1850)
- Family Experiences and Home Secrets (1851)
- The young mother, or, Affectionate advice to a married daughter